# 吉木久凜
吉木久凜，藝名：（1965年1月26日—），日本神奈川縣出身的女性全方位藝人。身高150cm。

## 人物簡介
本名和舊藝名：吉木久美子（よしき くみこ）。東京女學館短期大學畢業（現名東京女學館大學）。
原屬大澤事務所、株式會社ARRelations （页面存档备份，存于），現在所屬株式會社Run Produce（页面存档备份，存于）。
擁有色彩檢定3級、國內B級授權、標準舞的專業職照資格。
興趣是開車、打高爾夫、跳國際標準舞、二胡演奏、人間觀察。

### 經歷
早年在大發工業擔任廣告歌曲主唱（♪HOLIDAY  ～明日SUNDAY ～♪）正式出道。
除了活躍於電視節目和廣告的演出之外，也曾上過廣播節目或者擔任活動節目的主持人。
1994年在科樂美戀愛電玩遊戲《純愛手札》幫登場要角早乙女優美配音而獲得迴響，成為她的唯一代表配音作。
2009年12月，於購物節目Jupiter SHOP頻道「KLynYoshiki 」負責服裝的設計在設計界出道。她靈活運用個人獨特的時尚感，目前主要在相關業務及活動從事服裝設計師的工作。

## 演出作品
※粗體字表示說明飾演的主要角色。

### 旁白

#### 廣告
- 田中貴金屬工業「積立」廣告歌曲、
- 味之素廣告歌曲、旁白
- Takara Tomy廣告旁白
- 雪印廣告歌曲
- LOTTE「樂天小熊餅」廣告歌曲、旁白
- 廣告旁白
- 王子製紙廣告旁白

### 電視節目
富士電視台
其它電視台
- 東京電視台
- NHK
- 日本電視台

### 遊戲
- 純愛手札（早乙女優美）※PC Engine、SS、PS版，名義。

### 電影
- 談談情跳跳舞（杉山正平的公司同事） ※名義。

### 廣播節目
- 小上的安心電台 嗨！辛苦了（日语：ヨッ!お疲れさん）（日本放送）
- 小上的週六之花狂熱電台（日语：うえちゃんの花の土曜日おっかけラジオ）（日本放送）
- 小上的辛酸電話請求（日语：うえちゃん・山瀬の涙の電話リクエスト）（日本放送）

### 網路電視
- －MC

## 腳註

## 相關人物
- 上柳昌彥（日语：上柳昌彦）

## 外部連結
- 株式會社ARRelations所屬期間的資歷簡介 （日語）（經紀公司）
- 株式會社Run Produce公式官網的資歷簡介 （日語）（經紀公司）
- Jupiter SHOP頻道 （页面存档备份，存于） （日語）（出演）